# غريغوري تشارلز رويال
غريغوري تشارلز رويال (بالإنجليزية: Gregory Charles Royal)‏ هو عازف جاز أمريكي، ولد في 10 أكتوبر 1961 في غرينزبورو في الولايات المتحدة.

## وصلات خارجية
- غريغوري تشارلز رويال على موقع ميوزك برينز (الإنجليزية)